# Bataille de Wizna
Seconde Guerre mondiale
Batailles
Campagne de Pologne :
- Ultimatum allemand
- Ordre de bataille
- Opération Himmler
- Plan Pékin
- Plan Worek
- Baie de Dantzig
- Défense de la poste centrale de Dantzig
- Westerplatte
- Grudziądz
- Mokra
- Węgierska Górka
- Krojanty
- Forêt de Tuchola
- Borowa Góra
- Wizna
- La Bzura
- Hel
- Jarosław
- Brest-Litovsk
- Tête de pont roumaine
- Invasion soviétique
- Lwów
- Modlin
- Tomaszów Lubelski
- Grodno
- Krasnobród
- Wilno
- Varsovie
- Szack
- Wytyczno
- Kock

La bataille de Wizna se déroule du 7 au 10 septembre 1939 pendant les premières phases de la campagne de Pologne.
Une garnison de 720 soldats polonais défendit héroïquement une ligne fortifiée pendant 3 jours contre plus de 40 000 Allemands.

## Contexte historique

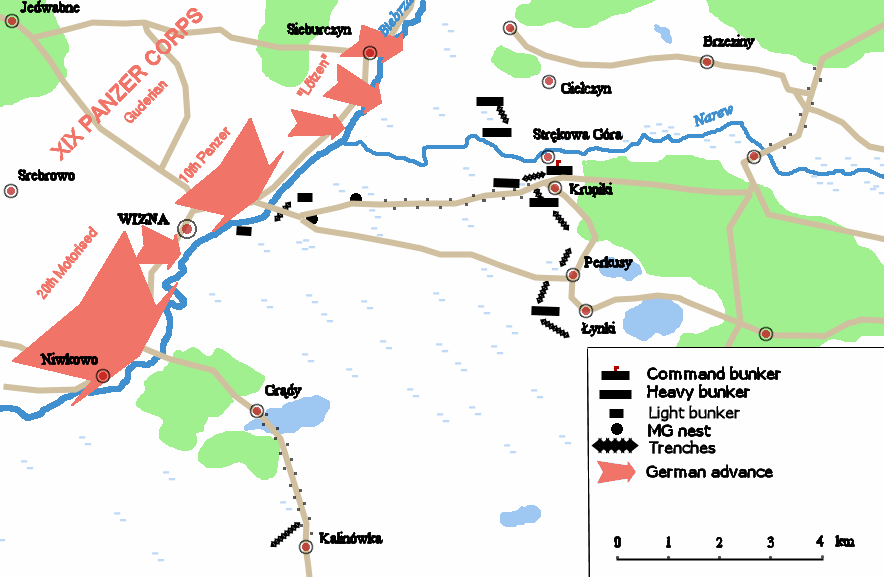
Théâtre des opérations avant le déclenchement de la bataille.

La position fortifiée de Wizna est en partie achevée à la fin du mois d'août 1939, juste avant le début des hostilités. Le Troisième Reich envahit la Pologne le 1er septembre 1939.
Une semaine plus tard, les Allemands parviennent aux abords de Wizna et la Luftwaffe largue des tracts au-dessus de la garnison polonaise lui demandant de se rendre, affirmant que la majorité du pays est déjà entre leurs mains et qu'une résistance serait inutile. Afin de renforcer le moral de ses troupes, Władysław Raginis et le lieutenant Brykalski jurent qu'ils ne quitteront pas leur poste vivant et que la résistance se poursuivra.

## Déroulement de la bataille
Peu de temps après, un barrage d'artillerie et des bombardements aériens ciblent les positions polonaises.
L'artillerie polonaise est bien plus faible que celle des Allemands et se retrouve contrainte de se replier sur Białystok. Après s'être préparés, les Allemands, plus de 40 000 hommes, lancent un assaut contre la garnison constituée de 720 Polonais.
Cette dernière parvient à plusieurs reprises à repousser les vagues d'assaut allemandes grâce aux mitrailleuses.
Bien que la défaite soit inévitable, la défense polonaise permet de retarder le Blitzkrieg allemand de 3 jours. Les blindés allemands percent la ligne polonaise et détruisent les bunkers polonais un par un. La dernière position polonaise se rend à l'ennemi aux alentours de midi le 10 septembre.
Le commandant de la garnison polonaise, Władysław Raginis, qui refuse de se rendre aux Allemands, se donne la mort quand ses hommes se retrouvent à court de munitions.

## Dans la culture polonaise
La bataille est considérée dans la culture polonaise comme la « Bataille des Thermopyles polonaise ».

## Dans la culture populaire
La bataille de Wizna est le thème de la chanson "40:1" de l'album The Art of War, du groupe de power metal suédois Sabaton.

## Controverse
Selon certains historiens polonais contemporains, dont Tomasz Wesołowski de l'université de Białystok, les Allemands auraient été arrêtés principalement par la rivière Narew et la nécessité de construire un pont flottant, et non par des soldats polonais, dont beaucoup devaient fuir le champ de bataille. Les pertes allemandes ne devaient s'élever qu'à 9 soldats, et le mythe de la défense héroïque aurait été créé dans les années 1950 et 1960 par la propagande communiste. La position de Wesołowski n'a pas été acceptée par de nombreux passionnés d'histoire et a suscité beaucoup d'émotion,.